# Metals
Metals is het vierde studioalbum van Canadese zangeres Leslie Feist, dat op 30 september 2011 werd uitgebracht in Nederland. Op 3 oktober 2011 kwam het album ook uit in het Verenigd Koninkrijk en op 4 oktober 2011 in de Verenigde Staten en Canada. Het album werd bekroond met de Polaris Music Prize.

## Nummers
1. The Bad in Each Other
2. Graveyard
3. Caught a Long Wind
4. How Come You Never Go There
5. A Commotion
6. The Circle Married the Line
7. Bittersweet Melodies
8. Anti-Pioneer
9. Undiscovered First
10. Cicadas and Gulls
11. Comfort Me
12. Get It Wrong, Get It Right